# ایان استنارد
ایان استنارد (ایتالیایی: Ian Stannard؛ زادهٔ ۲۵ مهٔ ۱۹۸۷) دوچرخه‌سوار اهل بریتانیا است.
از باشگاه‌هایی که در آن رکاب زده‌است می‌توان به تیم اسکای، لاندباوکردیت–کولناخو، و ویلیر تریستینا–سله ایتالیا اشاره کرد.
وی در مسابقات کشوری و بین‌المللی در مجموع برندهٔ ۲ مدال طلا، ۲ مدال برنز شده‌است.